# Chthonius canariensis
Chthonius canariensis es una especie de arácnido  del orden Pseudoscorpionida de la familia Chthoniidae.

## Distribución geográfica
Es endémico de las islas Canarias (España).